# Västan (biograf)

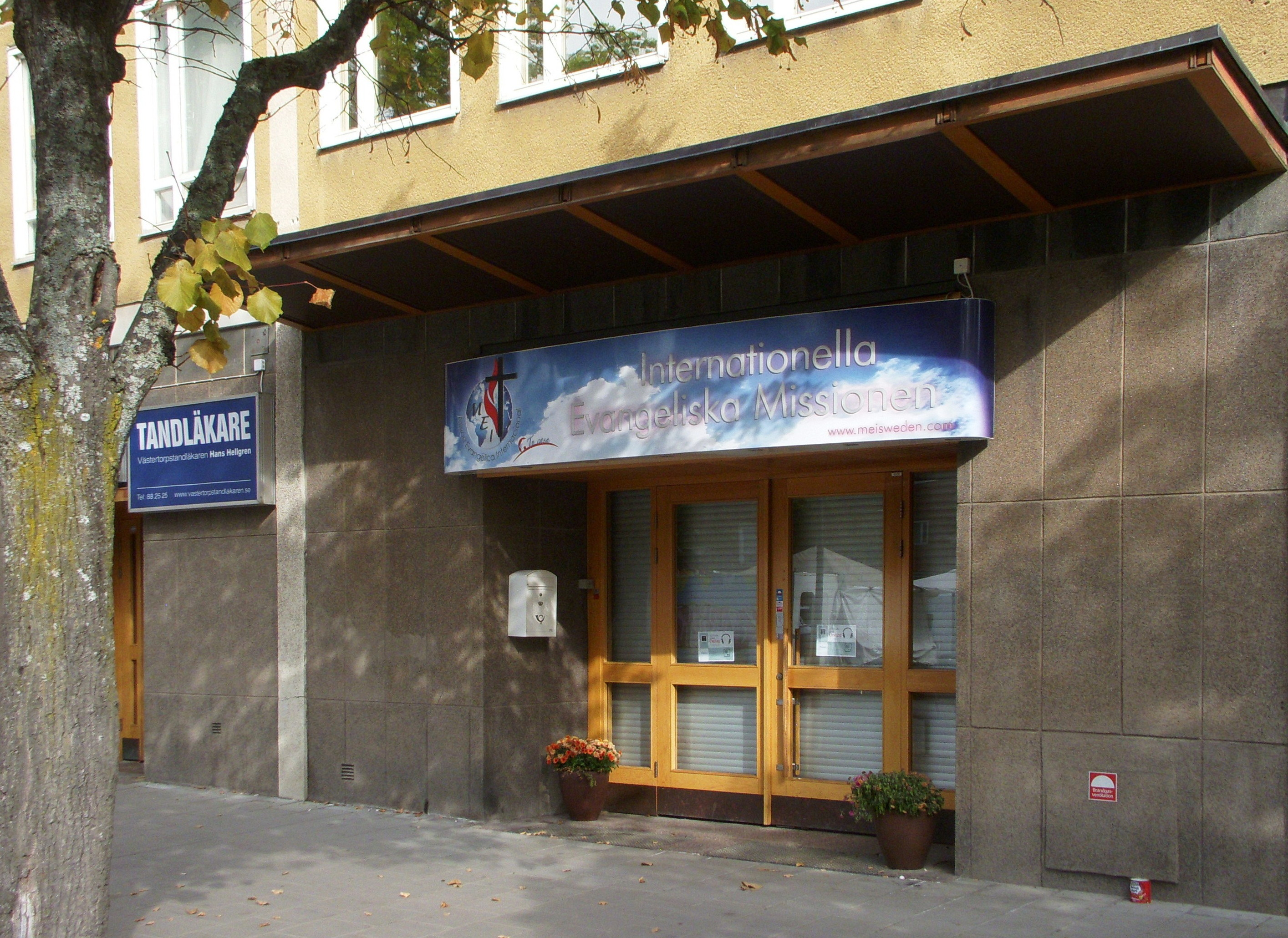
Entré till f.d. biograf "Västan", 2016.

Västan var en biograf vid Västertorpsplan i stadsdelen Västertorp, södra Stockholm. Biografen öppnade 1954 och stängde 1971.

## Historik
Västertorps centrum med Västertorpsplan utformades i början av 1950-talet som det sista av Stockholms förortscentra efter traditionellt mönster som innebar att butiker samt olika serviceinrättningar anordnades på båda sidor av en huvudgata, i detta fall längs med Störtloppsvägen som utvidgar sig till Västertorpsplan strax norr om tunnelbanestationen. På Störtloppsvägen 12 inrättades även en förortsbiograf som fick namnet ”Västan”. 
Huset och biografen byggdes av Stockholmshem efter ritningar av Stockholms stads fastighetskontors arkitektbyrå där deras chefsarkitekt, Nils Sterner tillsammans med Berndt Alfreds stod för utformningen. Salongsbyggnaden hade 400 platser och sträckte sig helt under mark bakom huslängan. Baldakinen över entrén var kopparklädd och salongens väggar bestod av mörkrött tegel, medan ridån gick i gult och fåtöljernas klädsel i blått. Den konstnärliga utsmyckningen bestod av en Thaliamask skapad av Arne Jones. 
Västan  invigdes den 3 maj 1954 och drevs av Sveriges Folkbiografer. Som så många biografer föll även Västan offer för biografdöden. Sista filmen visades den 2 maj 1971, sedan övertog en kyrklig organisation lokalerna.